# Virgen con el Niño, entre San Antonio de Padua y San Roque
Virgen con el Niño, entre San Antonio de Padua y San Roque es un cuadro de Tiziano pintado al  óleo sobre lienzo con unas dimensiones de 92 x 133 cm. Está datado alrededor de 1510 y se conserva en el Museo del Prado de Madrid.

## Historia
Se desconoce la fecha exacta en la que fue pintado el cuadro pero en cualquier caso antes del 1511 pues Domenico Mancini, en una obra suya de ese año, copió parcialmente la figura de la virgen. Se piensa que Tiziano pudo hacerla en Padua en 1510, durante la peste, lo que explicaría la presencia de San Roque y que la obra esté inacabada (como se observa en el manto de la virgen) pues el artista partió hacia Venecia.
Aunque no existe documentación al respecto, se cree que la pintura es un regalo del duque de Medina de las Torres a Felipe IV. La primera constancia documental sobre la obra viene dada por Francisco de los Santos que la describe en la primera edición de su obra "Descripcion breue del monasterio de S. Lorenzo el Real del Escorial" de 1657. Y también, a finales del siglo XVII, Claudio Coello la pintaría en su obra "Adoración de la Sagrada Forma de Gorkum" como parte de la decoración de la sacristía de El Escorial.
El cuadro permanecerá en El Escorial hasta 1839, año que pasará a formar parte de las colecciones del Museo del Prado.

## Descripción y estilo
La Virgen María sostiene al niño Jesús que está de pie en su regazo. A su derecha se encuentra San Antonio de Padua y a su izquierda San Roque en Sacra conversazione. En el suelo, en el frontal,un libro y una vara de azucena tradicional de San Antonio. De fondo un paisaje campestre en el que destaca un telón que cuelga detrás de la virgen y que refuerza la verticalidad de los personajes del cuadro,  compensando el conjunto con la horizontalidad del escalón de mármol en primer plano. Una luz suave y uniforme otorga a la composición una sensación de reposo y tranquilidad. 
Los colores están aplicados directamente, sin dibujo preliminar, técnica que aprendió de Giorgione y razón por la cual el cuadro fue atribuido durante un tiempo a este último. Es notable la técnica y maestría en la túnica roja de la virgen cargado de brillantes detalles especialmente en la parte inferior donde se adapta delicadamente al escalón o también los pliegues del brazo de San Antonio, auténtica genialidad en el manejo de luces y sombras.